# Líbeznice
Líbeznice település Csehországban, a Kelet-prágai járásban. Líbeznice Měšice, Bořanovice, Bašť, Hovorčovice és Zlonín településekkel határos. Lakosainak száma 3211 fő (2024. január 1.).

## Népesség
A település lakosságának változását az alábbi diagram mutatja:
| Lakosok száma | 1061 | 1228 | 1120 | 1339 | 1246 | 2207 | 2602 | 2879 | 3214 | 3211 |
|               | 1869 | 1900 | 1921 | 1961 | 1980 | 2011 | 2016 | 2019 | 2021 | 2024 |